# 天水市
天水市（てんすい-し）は、中華人民共和国甘粛省南東部に位置する地級市。西安と蘭州の中間に位置する。

## 歴史
1913年（民国2年）、中華民国北京政府は秦州を廃止し天水県を設置、渭川道の管轄とした。この渭川道が現在の地級市としての天水市の前身である。1927年（民国16年）、国民党軍が隴南に進駐すると道制は廃止となり、天水行政督察専員公署が設置された。
1941年5月26日、鈴木實率いる日本海軍戦闘機隊に天水飛行場が急襲され、中国軍機は甚大な被害を受けた。
1949年（民国38年）8月3日、共産党軍により「解放」されると天水分区行政督察区が成立、天水、甘谷、武山、徽県、両当、通渭、秦安、清水の8県を監督、同年12月に天水専区と改称されている。
1950年2月、天水県中心部に県級市の天水県が設置された。同年5月25日、平涼専区より荘浪県が、また岷山専区が廃止され、その一部が天水専区に移管され、天水専区は天水市及び天水、秦安、徽県、両当、武山、漳県、甘谷、清水、荘浪、隴西、通渭の11県、81区公所、614郷を管轄した。1952年、1953年7月6日、張家川自治区（1955年10月、県に改編）されて、同年末の管轄行政区画は1市12県887郷となった。
1956年1月、隴西県及び通渭県は定西専区に、荘浪県は平涼専区にそれぞれ移管、武都専区の礼県、西和、成県が天水専区に編入され、1市12県67区531郷となった。1958年4月8日、武都専区が廃止され所管の宕昌、文県、武都、康県、岷県の5県が天水専区に編入、12月16日には岷県が定西専区に移管され、また県の統廃合が行われると同時に、人民公社化が進み1市8県129人民公社、4街道弁事処を管轄した。1961年11月15日、武都専区が再び設置、1963年10月23日には臨洮専区の廃止に伴い漳県が天水専区に編入され1市11県482人民公社3鎮4街道弁事処を管轄した。1969年10月1日、天水専区は天水地区と改称、1市11県223人民公社5鎮4街道弁事処理を管轄するようになった。
1985年7月8日、天水地区の廃止と天水市の地級市の昇格が決定、同時に天水地区管轄の西和、礼県、徽県、両当の4県は新設された隴南地区に、漳県は定西地区に移管され、下部に秦城、北道の2区、秦安、清水、甘谷、武山、張家川回族自治県の5県、138郷11鎮11街道弁事処を管轄した。2005年1月、秦城区、北道区をそれぞれ秦州区、麦積区と改称し現在に至っている。

## 行政区画
2市轄区・4県・1自治県を管轄する。
- 市轄区：秦州区・麦積区
- 県：清水県・秦安県・甘谷県・武山県
- 自治県：張家川回族自治県

| 天水市の地図                                                  |
| ------------------------------------------------------------- |
| 秦州区 麦積区 清水県 秦安県 甘谷県 武山県 張家川回族 · 自治県 |

### 年表
この節の出典

#### 天水地区
- 1949年10月1日 - 中華人民共和国甘粛省天水分区が成立。天水県・徽県・両当県・秦安県・武山県・甘谷県・清水県・通渭県が発足。(8県)
- 1949年12月 - 天水分区が天水専区に改称。(8県)
- 1950年2月 - 天水県の一部が分立し、天水市が発足。(1市8県)
- 1950年5月25日 - 平涼専区荘浪県、岷県専区漳県・隴西県を編入。(1市11県)
- 1953年3月12日 - 徽県の一部が天水県に編入。(1市11県)
- 1953年8月4日 (1市11県1自治区)
  - 清水県・秦安県・荘浪県の各一部が合併し、張家川回族自治区が発足。
  - 天水県の一部が天水市に編入。
- 1953年8月21日 - 陝西省宝鶏専区隴県の一部が張家川回族自治区に編入。(1市11県1自治区)
- 1953年9月21日 - 通渭県の一部が定西専区会寧県に編入。(1市11県1自治区)
- 1953年10月29日 - 秦安県の一部が天水県に編入。(1市11県1自治区)
- 1954年3月2日 - 秦安県の一部が天水県に編入。(1市11県1自治区)
- 1954年10月14日 - 甘谷県の一部が通渭県に編入。(1市11県1自治区)
- 1954年10月22日 - 秦安県の一部が荘浪県に編入。(1市11県1自治区)
- 1954年11月29日 - 天水県の一部が天水市に編入。(1市11県1自治区)
- 1955年5月 - 秦安県の一部が張家川回族自治区に編入。(1市11県1自治区)
- 1955年6月8日 - 張家川回族自治区が県制施行し、張家川回族自治県となる。(1市11県1自治県)
- 1956年1月 (1市11県1自治県)
  - 隴西県・通渭県が定西専区に編入。
  - 荘浪県が平涼専区に編入。
  - 武都専区礼県・西和県・成県を編入。
- 1956年4月24日 - 徽県の一部が両当県・成県に分割編入。(1市11県1自治県)
- 1956年8月7日 (1市11県1自治県)
  - 清水県の一部が張家川回族自治県・秦安県に分割編入。
  - 秦安県の一部が清水県に編入。
- 1956年8月9日 - 西和県の一部が武都専区武都県に編入。(1市11県1自治県)
- 1956年8月22日 (1市11県1自治県)
  - 秦安県の一部(周湾郷の一部)が天水県に編入。
  - 天水県の一部(石洞郷の一部)が秦安県に編入。
- 1956年9月11日 - 秦安県の一部が張家川回族自治県に編入。(1市11県1自治県)
- 1956年10月25日 (1市11県1自治県)
  - 定西専区通渭県の一部(吉川区新土屏郷・金城郷の各一部)が秦安県に編入。
  - 秦安県の一部(古城郷)が定西専区通渭県に編入。
- 1957年8月22日 - 徽県の一部が両当県に編入。(1市11県1自治県)
- 1957年11月18日 (1市11県1自治県)
  - 平涼専区華亭県の一部が張家川回族自治県に編入。
  - 甘谷県の一部が秦安県に編入。
- 1958年3月8日 - 徽県の一部が天水県に編入。(1市11県1自治県)
- 1958年4月4日 (1市9県1自治県)
  - 両当県が徽県に編入。
  - 漳県および定西専区会川県の一部が武山県に編入。
- 1958年4月8日 - 武都専区武都県・康県・文県・宕昌県・岷県を編入。(1市14県1自治県)
- 1958年5月27日 (1市14県1自治県)
  - 徽県の一部が天水県に編入。
  - 成県・礼県の各一部が西和県に編入。
- 1958年6月11日 - 定西専区渭源県の一部が岷県に編入。(1市14県1自治県)
- 1958年7月1日 - 武山県の一部が定西専区渭源県に編入。(1市14県1自治県)
- 1958年9月5日 (1市12県1自治県)
  - 西和県・礼県が合併し、西礼県が発足。
  - 徽県・成県が合併し、徽成県が発足。
- 1958年11月 - 徽成県の一部が康県に編入。(1市12県1自治県)
- 1958年12月11日 - 岷県の一部が甘南チベット族自治州ドゥクチュ県に編入。(1市12県1自治県)
- 1958年12月16日 - 岷県が定西専区に編入。(1市11県1自治県)
- 1958年12月20日 (1市6県1自治県)
  - 張家川回族自治県・清水県が合併し、清水回族自治県が発足。
  - 天水県が天水市に編入。
  - 康県が武都県・徽成県に分割編入。
  - 甘谷県が武山県に編入。
  - 宕昌県が武都県、定西専区岷県に分割編入。
- 1961年11月15日 - 文県・武都県が武都専区に編入。(1市4県1自治県)
- 1961年12月15日 (1市9県1自治県)
  - 天水市の一部が分立し、天水県が発足。
  - 武山県の一部が分立し、甘谷県、臨洮専区漳県が発足。
  - 徽成県の一部が武都専区武都県の一部と合併し、武都専区康県となる。
  - 徽成県が分割され、徽県・両当県、武都専区成県が発足。
  - 西礼県が分割され、西和県・礼県が発足。
  - 清水回族自治県が分割され、清水県・張家川回族自治県が発足。
- 1963年10月23日 - 臨洮専区漳県を編入。(1市10県1自治県)
- 1964年5月31日 - 天水市の一部が天水県に編入。(1市10県1自治県)
- 1966年6月23日 - 武都専区岷県の一部が漳県に編入。(1市10県1自治県)
- 1969年9月4日 - 天水専区が天水地区に改称。(1市10県1自治県)
- 1971年12月19日 - 天水県の一部が天水市に編入。(1市10県1自治県)
- 1978年6月30日 - 天水市の一部が天水県に編入。(1市10県1自治県)
- 1985年5月14日 (1市7県1自治県)
  - 西和県・礼県が隴南地区に編入。
  - 漳県が定西地区に編入。
- 1985年7月8日 
  - 天水市が地級市の天水市に昇格。
  - 天水県・秦安県・武山県・甘谷県・清水県・張家川回族自治県が天水市に編入。
  - 徽県・両当県が隴南地区に編入。

#### 天水市
- 1985年7月8日 - 天水地区天水市が地級市の天水市に昇格。秦城区が成立。(2区4県1自治県)
  - 天水地区天水県・秦安県・武山県・甘谷県・清水県・張家川回族自治県を編入。
  - 天水県の一部が秦城区に編入。
  - 天水県の残部が区制施行し、北道区となる。
- 2004年9月30日 (2区4県1自治県)
  - 秦城区が秦州区に改称。
  - 北道区が麦積区に改称。

## 交通

### 航空

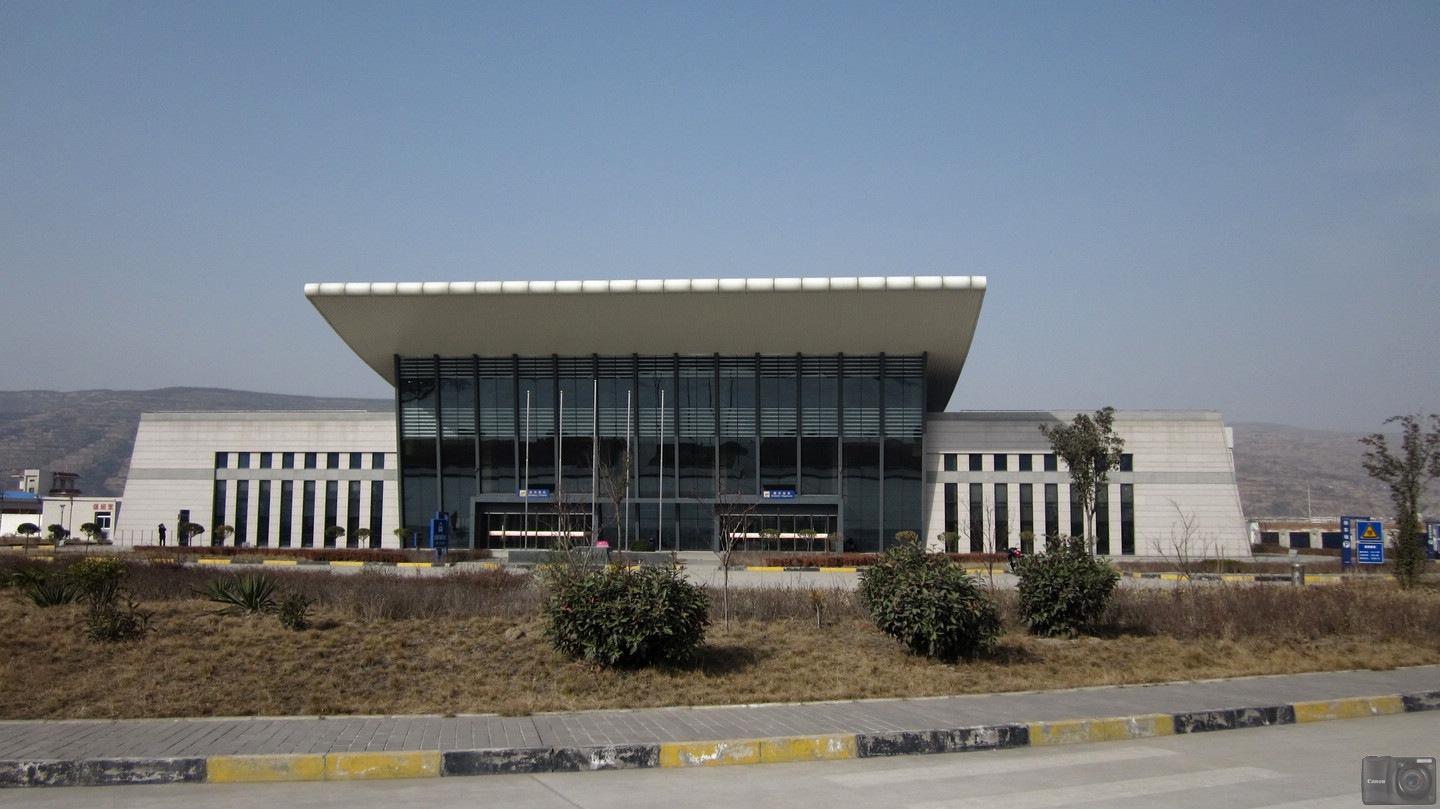
天水麦積山空港

- 天水麦積山空港（中国語版）

### 鉄道

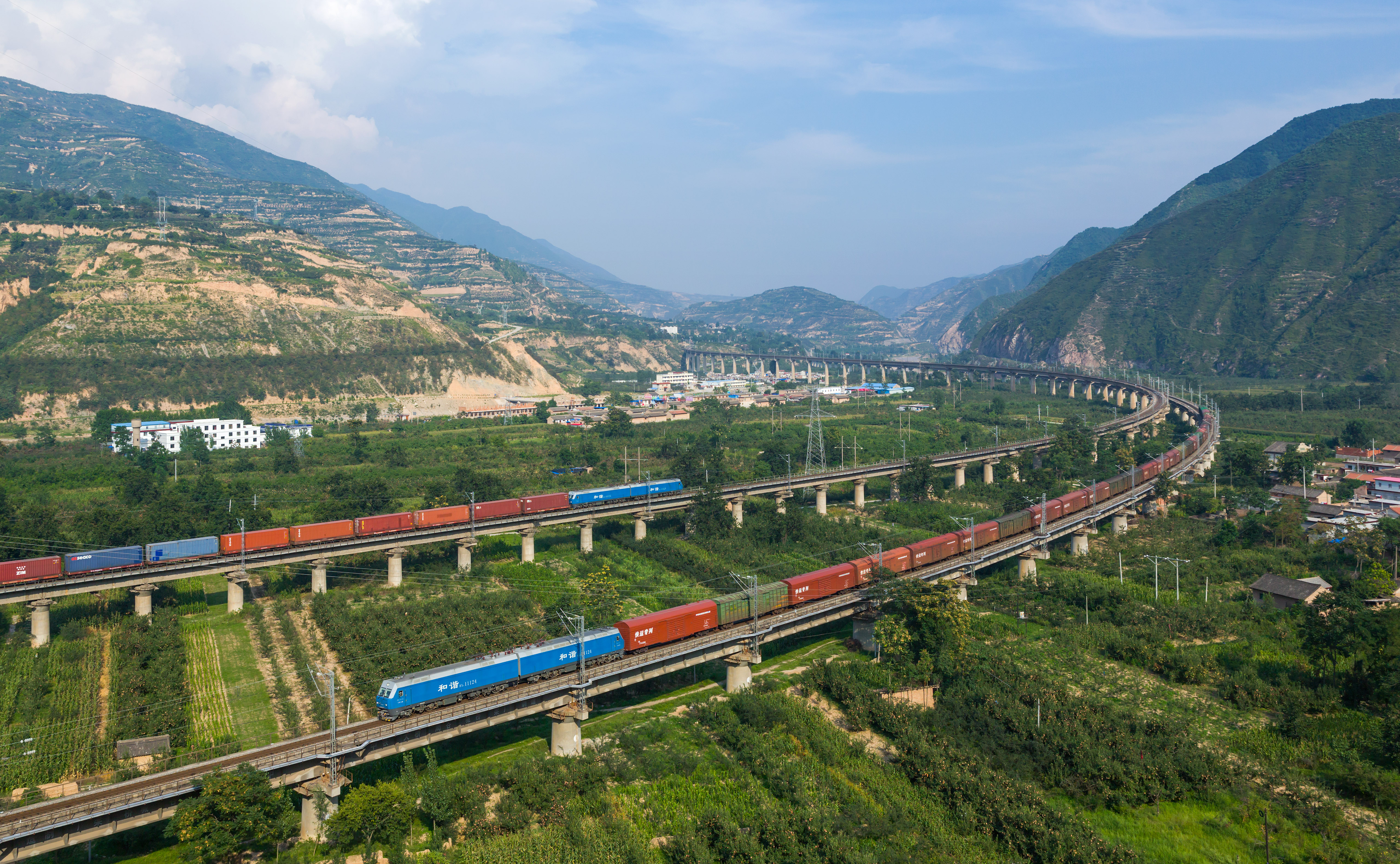
隴海線を走行する貨物列車

- 中国国家鉄路集団
  - 宝蘭旅客専用線
    - 天水南駅（中国語版）

  - 隴海線、天平線（中国語版）
    - 天水駅
- 天水有軌電車

### バス

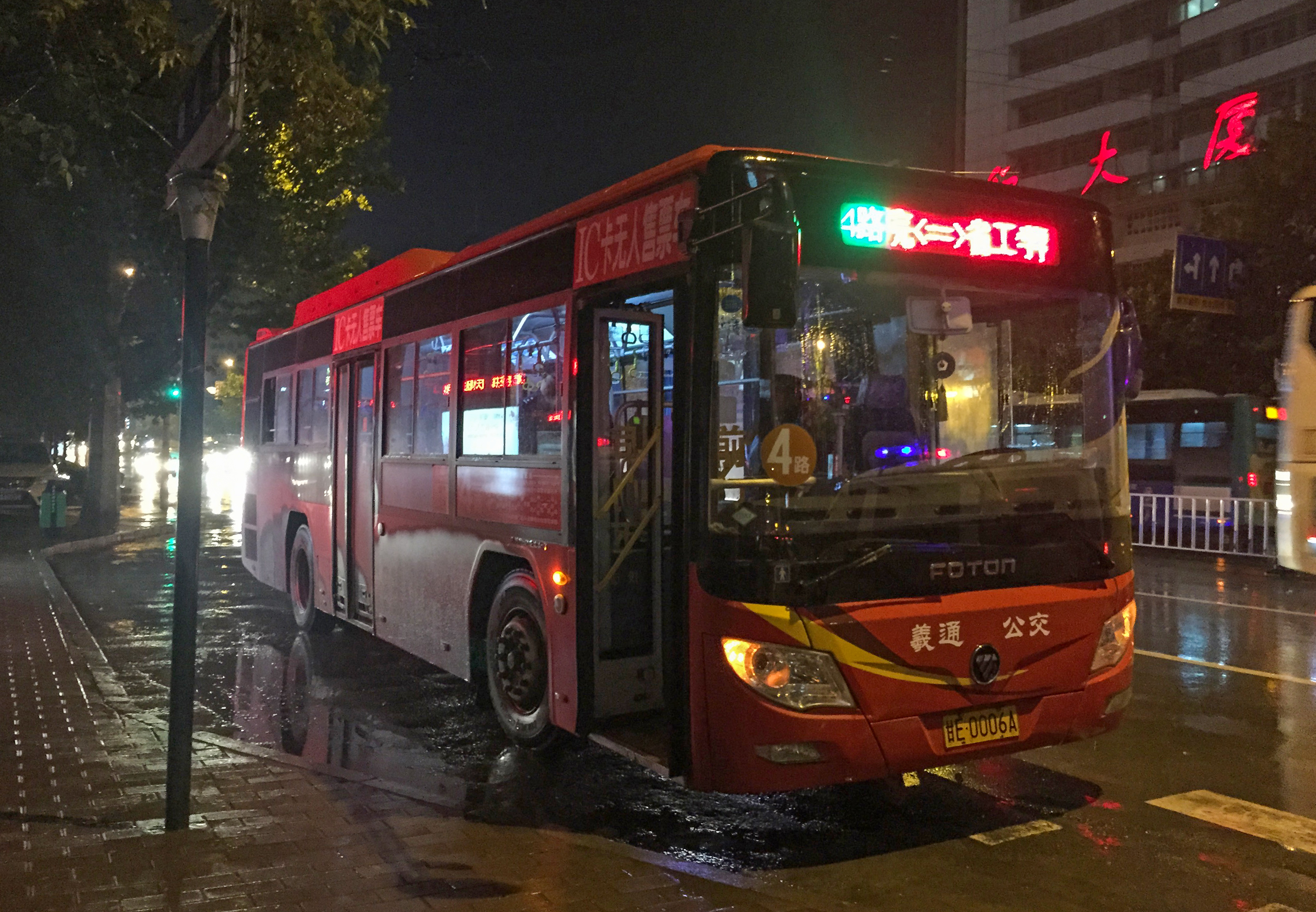
天水羲通公交4路

- 天水羲通公交

### 道路
- 高速道路
  -  連霍高速道路
  -  十天高速道路（中国語版）
  -  平綿高速道路（中国語版）
  -  静天高速道路
- 国道
  - G247国道（中国語版）
  - G310国道（中国語版）
  - G316国道（中国語版）
  - G566国道（中国語版）

## 観光

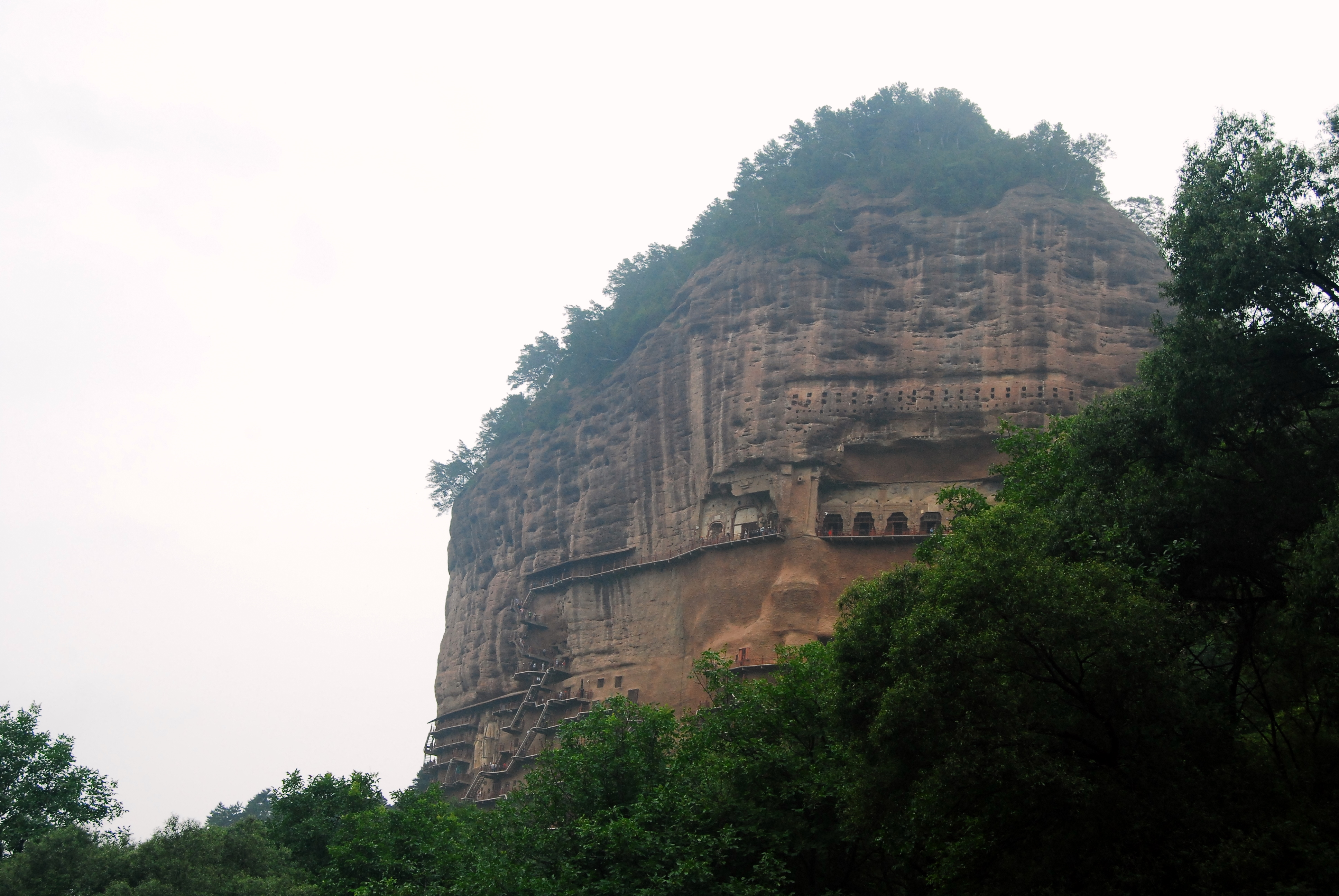
麦積山石窟

- 麦積山 - 麦積山石窟
- 南郭寺
- 李広墓
- 伏羲廟
- 仙人崖
- 石門（臥虎台）
- 玉泉観
- 水簾洞（武山県） - 水簾洞石窟群
- 大象寺（甘谷県）